# اقاللایا
اقاللایا (به انگلیسی: Aghalaya) یک منطقهٔ مسکونی در هند است که در کارناتاکا واقع شده‌است.